# Васильевское водохранилище
Васильевское водохранилище — небольшое русловое водохранилище на реке Бычок (правый приток реки Сухой Торец). Расположено в Барвенковском районе Харьковской области, у села Василевка Вторая. Водохранилище построено в 1971 году по проекту Харьковского экспедиции института Укргипроводхоз. Назначение — орошение, рыборазведение, рекреация. Вид регулирования — сезонное.

## Основные параметры водохранилища
- Нормальный подпорный уровень — 90,41 м;
- Форсированный подпорный уровень — 91,91 м;
- Полный объём — 2172000 м³;
- Полезный объём — 1938000 м³;
- Длина — 2,68 км;
- Средняя ширина — 0,3 км;
- Максимальные ширина — 0,4 км;
- Средняя глубина — 2,7 м;
- Максимальная глубина — 5,0 м.
- Площадь поверхности — 0,80 км².[источник не указан 1642 дня]

## Основные гидрологические характеристики
- Площадь водосборного бассейна — 122 км².
- Годовой объем стока 50 % обеспеченности — 4150000 м³.
- Паводковый сток 50 % обеспеченности — 3170000 м³.
- Максимальный расход воды 1 % обеспеченности — 78,5 м³/с.

## Состав гидротехнических сооружений
- Глухая земляная плотина длиной — 480 м, высотой — 9,2 м, шириной — 10 м. Заделка верхового откоса — 1:10, низового откоса — 1:2,5.
- Шахтный водосброс из монолитного железобетона высотой — 5,6 м, размерами 2(5×4) м.
- Водосбросный тоннель длиной — 42,5 м, размерами 2(2,5×2,2) м.
- Рекомендуемый водовыпуск из двух стальных труб диаметром 500 мм, совмещенный с шахтным водосбросом, оборудован защелками. Расчетный расход — 0,8 м³/с.

## Использование водохранилища
Водохранилище было построено для орошения в колхозе «Рассвет» Барвенковского района. В настоящее время используется для рыборазведения.